# Agente adormecido
Um agente adormecido ou agente dormente é um espião que é colocado em um país ou organização alvo para não realizar uma missão imediata, mas para atuar como um ativo potencial se ativado. Mesmo que não ativado, o "agente dormente" ainda é um bem e ainda está jogando um papel ativo na sedição, traição ou espionagem em virtude de concordar em agir se ativado. Os agentes dormentes são dispositivos populares do enredo na ficção, particular na ficção da espionagem e na ficção científica.
Na ficção, particularmente na ficção científica, os agentes dormente se dividem em duas categorias. O primeiro é uma extensão do mundo real onde um agente inimigo é substituído por uma pessoa já em uma posição confiável.